# دیدانوزین
دیدانوزین (انگلیسی: Didanosine) (ddI, DDI) (با نام تجاری Videx) دارویی است که برای درمان ایدز به کار می‌رود. این دارو در ترکیب با سایر داروها به عنوان بخشی از درمان ضدرتروویروسی بسیار فعال (HAART) استفاده می‌شود. این دارو از دسته مهارکننده‌های ترانس کریپتاز معکوس است.
این دارو نخستین بار در سال ۱۹۷۵ معرفی شد و برای استفاده در ایالات متحده آمریکا در سال ۱۹۹۱ تایید شد.

## اثرات نامطلوب
شایع‌ترین عوارض جانبی دیدانوزین اسهال، تهوع، استفراغ، درد شکم، تب، سردرد و بثورات پوستی است. نوروپاتی محیطی در ۲۱ تا ۲۶ درصد از شرکت کنندگان در کارآزمایی‌های بالینی دیدانوزین رخ داد.
پانکراتیت به ندرت دیده می‌شود اما باعث مرگ و میر گاه به گاه شده‌است و وضعیت هشدار دارد. سایر عوارض جانبی جدی گزارش شده شامل تغییرات شبکیه، نوریت بینایی و تغییرات در عملکرد کبد است. خطر برخی از این عوارض جانبی جدی با نوشیدن الکل افزایش می‌یابد.
در فوریه ۲۰۱۰، سازمان غذا و داروی ایالات متحده آمریکا بیانیه‌ای صادر کرد مبنی بر اینکه بیمارانی که از دیدانوزین (Videx) استفاده می‌کنند در معرض خطر ابتلا به یک اختلال کبدی نادر اما بالقوه کشنده، فشار خون پورتال غیر سیروتیک هستند.

## تداخلات دارویی
تداخل قابل توجهی از این دارو با آلوپورینول ثبت شده‌است و باید از مصرف این داروها با هم اجتناب شود.
نشان داده شده‌است که کاهش سطح پلاسمایی ایندیناویر و دلاویردین در صورت تجویز همزمان با دیدانوزین رخ می‌دهد. این داروها باید در زمان‌های گوناگون تجویز شوند.
کتوکونازول، ایتراکونازول، سیپروفلوکساسین به دلیل تداخل با عامل بافر باید در زمان متفاوتی از دیدانوزین تجویز شود.
تجویز با داروهایی با سمیت همپوشانی مانند زال‌سیتابین و استاوودین توصیه نمی‌شود.
الکل می‌تواند سمیت دیدانوزین را تشدید کند و اجتناب از نوشیدن الکل در حین مصرف دیدانوزین توصیه می‌شود.

## مقاومت
مقاومت دارویی نسبت به دیدانوزین ایجاد می‌شود، اگرچه کندتر از زیدوودین (ZDV) است. شایع‌ترین جهش دیده شده در درون بدن L74V در ژن pol ویروسی است که به زال‌سیتابین مقاومت متقاطع می‌دهد.  سایر جهش‌های مشاهده شده عبارتند از K65R و M184V.

## مکانیسم عمل
دیدانوزین (ddI) یک آنالوگ نوکلئوزیدی آدنوزین است که با سایر آنالوگ‌های نوکلئوزیدی متفاوت است، زیرا هیچ یک از پایه‌های منظم را ندارد، در عوض هیپوگزانتین به حلقه قند متصل است. در درون سلول، ddI توسط آنزیم‌های سلولی به متابولیت فعال دی‌اکسی‌آدنوزین تری فسفات، ddATP فسفریله می‌شود. مانند سایر آنالوگ‌های نوکلئوزید ضد HIV، با ترکیب شدن به عنوان یک پایان دهنده زنجیره عمل می‌کند و با رقابت با dATP طبیعی، رونوشت معکوس ویروسی را مهار می‌کند.